# Galeria de Arte "Josip Broz Tito" dos Países Não Alinhados
A Galeria de Arte dos Países Não Alinhados "Josip Broz Tito" (Servo-croata: Galerija umjetnosti nesvrstanih zemalja „Josip Broz Tito” / Галерија умјетности несврстаних земаља „Јосип Броз Тито”) era uma galeria de arte em Titogrado (atual Podgorica) na República Socialista de Montenegro, um dos súditos federais da República Socialista Federativa da Iugoslávia. Foi a única instituição de arte estabelecida diretamente por decisão do Movimento dos Países Não Alinhados. 
A Galeria foi criada em 1 de setembro de 1984 com o objetivo de coletar, preservar e apresentar as artes e culturas dos países não alinhados e em desenvolvimento.   O documento sobre a criação da galeria foi apresentado na 8.ª Cúpula do Movimento dos Países Não Alinhados em Harare, Zimbabwe, onde foi concebido como uma instituição comum de países não alinhados, encarregada da organização da Trienal de Arte dos Países do MNA, que no final nunca ocorreu devido às Guerra Civil Iugoslava. 
Ao longo dos anos da sua existência, adquiriu uma colecção de cerca de 800 obras de arte provenientes de 56 países não alinhados e em desenvolvimento.  Contém "obras de arte fina e aplicada; mobiliário, instrumentos musicais e outros itens de especial importância; etnológicos, antropológicos, arqueológicos, geológicos e assuntos relacionados a eventos significativos e figuras históricas; e antiguidades."  A galeria foi formalmente fechada em 4 de abril de 1995, quando o Parlamento de Montenegro estabeleceu o Centro de Arte Contemporânea de Montenegro, que herdou integralmente o fundo da Galeria de Arte "Josip Broz Tito". 

## História
O documento final da 7.ª Cúpula do Movimento dos Países Não Alinhados, em Nova Deli, Índia, e da Primeira Conferência de Ministros da Cultura do Movimento dos Países Não Alinhados, em Pyongyang, Coreia do Norte, ambas em 1983, convidou os estados-membros a cooperar com a nova galeria.  Na reunião subsequente de ministros da cultura em Havana, Cuba propôs o reconhecimento da galeria como uma instituição comum.  A Galeria de Arte "Josip Broz Tito" foi fundada em 1 de setembro de 1984. 
A cidade de Titogrado cedeu o representativo Palácio Real de Podgorica, às margens do rio Morača, para sediar a galeria.  Em 1986, a galeria foi reconhecida como uma instituição comum dos estados-membros do MNA na 8ª Cúpula do Movimento dos Países Não Alinhados em Harare, Zimbábue, onde a galeria organizou uma exposição como parte da cúpula.  Esta exposição foi posteriormente apresentada em Lusaka, Dar es Salaam, Deli e Cairo.  No mesmo ano, a UNESCO apoiou a organização do Primeiro Simpósio sobre Arte e Desenvolvimento na galeria. 
A galeria serviu como um espaço comum para compartilhar em um só lugar a produção cultural marginalizada dos países do Terceiro Mundo e para combater o eurocentrismo hegemônico na arte e na cultura.  Ao contrário de numerosos museus e galerias em antigas metrópoles coloniais, todo o fundo da galeria foi formado por presentes e doações dos estados-membros não alinhados.  Bernard Matemera criou sua escultura em mármore branco chamada "Família" durante sua estadia na galeria em 1987.  A Conferência de Radiodifusão Não Alinhada de 1988, em Limassol, Chipre, decidiu organizar uma competição anual de documentários para TV na galeria, com a participação de 19 países em 1988 e 20 países em 1989.  O estatuto internacional da instituição foi oficialmente reconhecido na 9.ª Cimeira do Movimento dos Países Não Alinhados, em Belgrado, Sérvia, em 1989.  As seleções nacionais de doações para a galeria foram feitas por ministérios das Relações Exteriores ou com o apoio de instituições profissionais, sendo o caso notável a seleção indiana feita com o apoio da Galeria Nacional de Arte Moderna de Nova Deli.  A Galeria apresentou uma múmia chamada Nesmin de sua coleção egípcia na galeria de 1986 a 1991, quando foi devolvida ao Museu Nacional da Sérvia em Belgrado a pedido do Departamento de Arqueologia da Faculdade de Filosofia da Universidade de Belgrado. 
Em 1995, o Parlamento de Montenegro criou o novo Centro de Arte Contemporânea de Montenegro, fundindo a galeria com o Centro Cultural da República Montenegrina.   O trabalho da galeria atraiu atenção renovada com a organização da exposição Constelações do Sul de 2019 em Liubliana, Eslovênia, da exposição Esporos de Solidariedade de 2020 em Gwangju, Coreia do Sul, da exposição Constelações do Sul de 2021 em Rijeka, Croácia e da exposição Jardim Botânico de Podgorica de 2022 pelo Centro de Arte Contemporânea de Montenegro. 
Em setembro de 2024, a Administração para a Proteção da Propriedade Cultural de Montenegro concedeu à galeria e à coleção o "status de propriedade cultural móvel de importância nacional".  Esta decisão foi resultado de uma iniciativa bem-sucedida dos curadores do então Centro de Arte Contemporânea (Marina Šaranović, Anita Ćulafić, Nađa Baković e Natalija Vujošević), que fizeram o pedido em 2022.